# Wolfgang Müller-Kallweit
Wolfgang Müller-Kallweit (* 30. Mai 1967 in Hamburg) ist ein ehemaliger Hamburger Politiker der CDU.

## Leben
Wolfgang Müller-Kallweit machte 1987 Abitur. Es folgte ein Studium der Rechtswissenschaften in Hamburg von 1987 bis 1995. Während des Studiums war er zeitweise juristischer Mitarbeiter im elterlichen Betrieb. 
Von 1995 bis 1998 absolvierte er ein Referendariat beim Hanseatischen Oberlandesgericht und legte sein zweites Staatsexamen ab. Seit 2000 ist er als Rechtsanwalt in Hamburg tätig. Im Februar 2009 wurde er zum Präsidenten des Hamburger Leichtathletik-Verbandes gewählt.
Er ist seit 1995 verheiratet und hat vier Kinder.

## Politik
Wolfgang Müller-Kallweit trat 1981 in die Junge Union Deutschlands ein und ist seit 1983 Mitglied der CDU. Während des Studiums war er von 1987 bis 1993 Mitglied des RCDS an der Universität Hamburg. Er war Mitglied der Bezirksversammlung Hamburg-Harburg und dort Fachsprecher für Soziales. Zudem war er Mitglied der CDU-Fraktion im Ortsausschuss Süderelbe. Seine persönlichen Schwerpunkte sieht er besonderes in der Sozial- und Familienpolitik sowie Internationalen Politik.
Am 12. April 2005 wurde er Mitglied der Hamburgischen Bürgerschaft und bei der Bürgerschaftswahl 2008 wiedergewählt. Dort saß er für seine Fraktion im Gesundheits- und Verbraucherschutzausschuss, Sozialausschuss sowie im Sonderausschuss Verwaltungsreform.
Zudem war er Mitglied der Parlamentarischen Untersuchungsausschüsse (PUA) „Geschlossene Unterbringung Feuerbergstraße“ und „Informationsweitergabe“.
Müller-Kallweit war CDU-Direktkandidat im Bundestagswahlkreis Hamburg-Bergedorf – Harburg zur Bundestagswahl 2009, konnte sich jedoch nicht gegen Hans-Ulrich Klose (SPD) durchsetzen.
Aufgrund des schlechten Abschneidens seiner Partei verlor er nach der Bürgerschaftswahl in Hamburg 2011 sein Mandat.